# Tio Sam Esporte Clube
Tio Sam Esporte Clube é uma agremiação esportiva de Niterói, no estado do Rio de Janeiro, fundada a 18 de março de 1990.

## História
Suas únicas conquistas no futebol de campo foram a Terceira Divisão (na prática, a Quarta Divisão) e do Módulo Intermediário do Campeonato Carioca, respectivamente em 1995 e 1996.
Entretanto, no ano seguinte, o Tio Sam, cujas cores são vermelho e azul, as mesmas da bandeira dos Estados Unidos, suspendeu o departamento de futebol de campo, permanecendo apenas no futebol de salão. Neste esporte foi reconhecido como uma potência estadual.
Atualmente o clube não mais disputa campeonatos no futsal e tampouco o futebol de campo. Sua sede poliesportiva abriga academia, parque aquático e um espaço multifuncional para eventos, tais quais, casamentos, palestras e apresentações.
Em 1996, o Tio Sam participou da primeira edição do campeonato brasileiro de futebol de salão (futsal).
Suas atividades no futebol de salão se iniciaram, em 1988, por iniciativa do bicheiro Antônio Petrus Kalil, o Turcão. A denominação foi inspirada no personagem publicitário americano que representa garra, força e determinação.
Nos primeiros anos firmou uma parceria com o Helênico Atlético Clube, disputando os campeonatos estaduais e metropolitanos, nas categorias Adulto e Juvenil.
A partir do crescimento, houve a necessidade de melhorias em sua estrutura. A agremiação investiu na construção de um dos mais modernos ginásios do Rio de Janeiro, tendo capacidade para 3000 pessoas, sediado no bairro do Barreto, em Niterói.

## Títulos
| Estaduais | Estaduais                       | Estaduais | Estaduais  |
|           | Competição                      | Títulos   | Temporadas |
| --------- | ------------------------------- | --------- | ---------- |
|           | Campeonato Carioca - 3ª divisão | 1         | 1996       |
|           | Campeonato Carioca - 4ª divisão | 1         | 1995       |

## Títulos no Futsal

### Categoria Principal
- 1990 - Campeão Metropolitano;
- 1991 - Bicampeão Metropolitano;
- 1991 - Campeão Estadual;
- 1992 - Tricampeão Metropolitano;
- 1992 - Campeão IV Circuito da Independência - Ouro Preto;
- 1992 - Bicampeão Estadual;
- 1993 - Tetracampeão Metropolitano;
- 1993 - Tricampeão Estadual;
- 1994 - Tetracampeão Estadual;
- 1995 - Pentacampeão Estadual;
- 1996 - Hexacampeão Estadual;
- 1997 - Heptacampeão Estadual;
- 1998 - Vice-campeão Brasileiro;

### Categoria Juvenil
- 1992 - Campeão Metropolitano;
- 1996 - Campeão Metropolitano;
- 1996 - Campeão da Copa Rio;
- 1997 - Tricampeão Metropolitano;
- 1997 - Campeão Brasileiro Invicto;
- 1998 - Tetracampeão Metropolitano;
- 2003 - Campeão Metropolitano;
- 2003 - Bicampeão Brasileiro;

### Categoria Infanto-Juvenil
- 2002 - Campeão Metropolitano, categoria Infantil;
- 2002 - Campeão Brasileiro (invicto);
- 2002 - Campeão Metropolitano;
- 2003 - Bicampeão brasileiro (invicto), categoria Mirim;
- 1996 - Campeão da categoria Pré-Mirim;
- 1995 - Campeão Brasileiro (invicto), categoria Fraldinha;
- 1997 - Campeão da Copa Rio;

## Estatísticas

### Participações
| Competição          | Temporadas | Melhor campanha    | Estreia | Última | P | R |
| ------------------- | ---------- | ------------------ | ------- | ------ | - | - |
| Série B1 do Carioca | 1          | 9º colocado (1997) | 1997    | 1997   | – | – |
| Série B2 do Carioca | 1          | Campeão (1996)     | 1996    | 1996   | – | – |
| Série C do Carioca  | 1          | Campeão (1995)     | 1995    | 1995   | – |   |